# آرتی‌فکت
آرتی‌فکت (به انگلیسی: Artifact) (به فارسی: مصنوعی یا عتیقه) یک بازی جمع‌آوری کارت دیجیتال است که توسط ولو ساخته و منتشر شده‌است. بازی بر روی نبردهای آنلاین در مقابل بازیکن در سه صفحه متمرکز است و براساس جهان دوتا ۲، یک بازی میدان جنگ برخط چندنفره از ولو است. آرتی‌فکت توسط خالق بازی سحر و جادو: گردهمایی ریچارد گارفیلد طراحی شده‌است. بازی برای مایکروسافت ویندوز، مک‌اواس و لینوکس در نوامبر ۲۰۱۸ منتشر شد و برای انتشار در اندروید و آی‌اواس برنامه‌ریزی شده‌است.
گیم پلی و مکانیک‌های آرتی‌فکت مورد ستایش قرار گرفت، اما بخاطر یادگیری سخت بازی و مدل کسب‌وکار مورد انتقاد قرار گرفت، که برخی آن را پرداخت برای برد (Pay-to-win) تشبیه کردند. دو ماه بعد از انتشار بازی ۹۵٪ کاهش بازیکن داشت و فقط تا اواسط سال ۲۰۱۹ حدود صد بازیکن همزمان داشت. ریبوت (بازسازی کامل) بازی در سال ۲۰۲۰ اعلام شد که در این بازسازی قرار است چندین ویژگی تغییر کرده یا حذف شود مثل توانایی خرید یا کارت‌های تجاری.
در مارس ۲۰۲۱، نسخه Artifact 2.0 که قرار بود یک بازسازی کامل از بازی باشد، برای همیشه لغو شد و بازی به حالت رایگان درآمد.

آرتی‌فکت دو بازیکن را دارد که به ترتیب در سه صفحه مجزا (که خطر نامیده می‌شود) رقابت می‌کنند.

## ریبوت
ولو این بازی را «ناامیدی بزرگ» دانست، زیرا ریچارد گارفیلد و اسکاف الیاس تا مارس ۲۰۱۹ از این شرکت اخراج شدند. گارفیلد گفت که او و الیاس هنوز به آینده بازی خوش بین هستند و به ولو بازخورد و مشاوره می‌دهند. به دنبال کاهش تعداد بازیکنان، به جای انجام به روزرسانی، ولو گفت که آنان اقدامات بزرگ‌تری در مورد طراحی و اقتصاد بازی انجام خواهند داد.
در مارس ۲۰۲۰، گیب نیئول این بازی را تجربه ای دانست که با نتیجه منفی همراه شد، اما افزود که این شرکت از پروژه ناامید نمی‌شود و در حال کار بر روی ریبوت (بازسازی کامل) آن است و بازی آرتی‌فکت ۲ نام خواهد داشت. تغییرات اصلی در ریبوت شامل حذف کارت‌های خریدنی و قابل مشاهده کردن همزمان هر سه خط است. (در بازی به ۳ تخته، خط گفته می‌شود) ریبوت شامل بخش ویدئویی تک‌نفره خواهد شد. نسخه بتا بسته در مارس ۲۰۲۰ آغاز شد.
در ۴ مارس ۲۰۲۱، شرکت ولو اعلام کرد که تولید Artifact 2.0 را متوقف کرده‌است. در بیانیه ولو گفت که آنان «بسیاری از اهداف خود را انجام دادند» اما بخاطر ناکافی بودن بازیکنان، توجیهی برای ادامه راه ندارند. همچنین ولو هر دو بازی آرتی‌فکت را که به Artifact Classic و Artifact Foundry تغییر نام داده‌اند، رایگان کرد.

## بازتاب‌ها
| گردآورنده | امتیاز |
| --------- | ------ |
| متاکریتیک | 76/100 |

| ناشر                     | امتیاز |
| ------------------------ | ------ |
| دستراکتید                | 8.5/10 |
| گیم اینفورمر             | 8.5/10 |
| گیم‌اسپات                 | 8/10   |
| آی‌جی‌ان                   | 8.5/10 |
| Jeuxvideo.com            | 15/20  |
| پی‌سی گیمر (ایالات متحده) | 80/100 |
| پی‌سی‌گیمزان               | 8/10   |

آرتی‌فکت طی دو ماه بعد از عرضه، به ۶۰٬۰۰۰ بازیکن کاهش یافت و به بیش از ۱۵۰۰ رسید که ۹۵٪ کاهش است. تا ماه مه سال ۲۰۱۹، علاقه به آرتی‌فکت به قدری کم بود که در صفحه توییچ بازی، مردم اقدام به استریم پورنوگرافی و سایر مطالبی کردند که شرایط خدمات وب سایت را نقض می‌کرد. که باعث شد توییچ موقتاً پخش جریانی را به حالت تعلیق درآورد. تا ژوئیه ۲۰۱۹، این بازی به حدود ۱۰۰ بازیکن همزمان کاهش یافته بود.